# ونچینکولم
ونچینکولم (به لاتین: Vanchiyankulam) یک منطقهٔ مسکونی در سری‌لانکا است که در استان شمالی (سری‌لانکا) واقع شده‌است.